# بونوآ ماژیمل
 بونوآ ماژیمل (فرانسوی: Benoît Magimel‎؛ زادهٔ ۱۱ مهٔ ۱۹۷۴) هنرپیشه اهل فرانسه است. از فیلم‌هایی که وی در آن نقش داشته‌است، می‌توان به معلم پیانو، نفرت، بدون اینکه، اتصال و جنگجویان آسمان اشاره کرد.